# Grengiols
Grengiols (walsertyska: Grängelsch) är en ort och kommun i distriktet Östlich Raron i kantonen Valais, Schweiz. Kommunen har 424 invånare (2023).